# Louis Le Prince

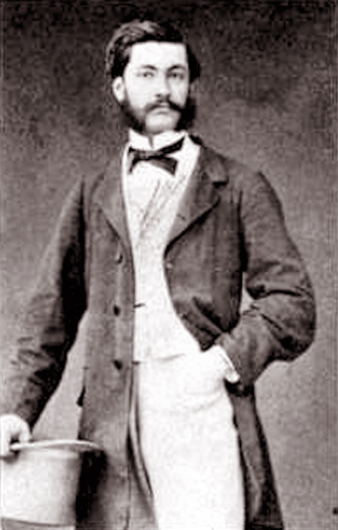
Louis Le Prince (um 1885)

Louis Aimé Augustin Le Prince (* 28. August 1841 in Metz; † 16. September 1890, verschollen) war ein französischer Chemiker, Erfinder und Filmpionier, der 1888 die ersten chronofotografischen Aufnahmen der Geschichte mit einer Kamera für Papierfilm ausführte.

## Biografie
Louis Le Prince wurde als Sohn eines Offiziers der französischen Armee geboren, des Louis Abraham Ambroise Leprince (16. September 1799– 2. August 1855), der ein Freund des Fotopioniers Louis Jacques Mandé Daguerre war. Durch ihn wurde Le Prince schon früh mit den Techniken der Fotografie vertraut. Er studierte angeblich Chemie und Physik an der Universität Leipzig, wo er sich mit dem englischen Ingenieur John Whitley anfreundete. Whitley lud Le Prince 1866 nach Leeds ein, um dort als Ingenieur im Betrieb der Familie Whitley zu arbeiten. 1869 heiratete Le Prince Whitleys Schwester Elizabeth. Mit ihr zusammen gründete er 1871 die Leeds Technical School of Arts.
1881 zog Le Prince mit seiner Familie nach New York, um dort als Vertreter für die Firma Whitley zu arbeiten. Als der Vertrag mit Whitley endete, blieb Le Prince in New York und begann als Agent für einige französische Künstler zu arbeiten. Außerdem setzte er Experimente zur Aufnahme bewegter Bilder fort.
Inspiriert durch die Arbeiten von Eadweard Muybridge und anderen Pionieren entwickelte er 1886 eine Kamera, die die Aufnahme bewegter Bilder mit Hilfe von 16 Objektiven ermöglichte. Der Nachteil war aber, dass jedes Bild aus einer etwas anderen Perspektive aufgenommen wurde. Le Prince reichte ein Patent für diese Kamera ein, es wurde schließlich 1888 erteilt.

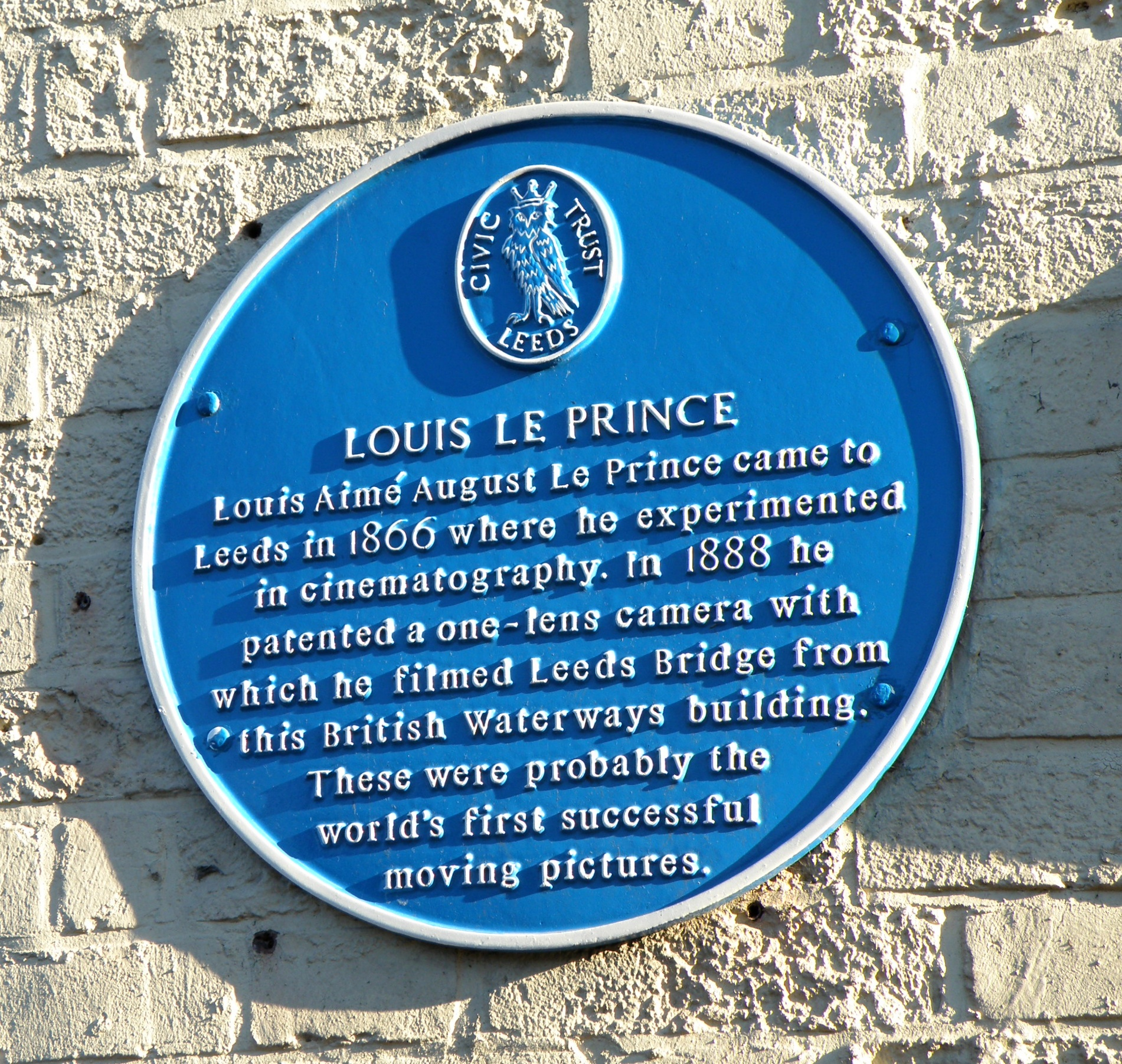
Gedenktafel in Leeds

1887 kehrte Louis Le Prince ohne seine Familie nach Leeds zurück. Dort entwickelte er eine Kamera mit nur einem Aufnahmeobjektiv, für die er als Filmmaterial den von George Eastman vermarkteten Rollfilm auf Papierbasis (Stripping-Film) benutzte. Das Patent für diese Kamera wurde ihm im Oktober 1888 erteilt. In diesem Monat filmte er Bilder von der Familie Whitley, einer Freundin und seinem Sohn Adolphe im heimischen Garten in Roundhay (Roundhay Garden Scene), der als erster Film der Filmgeschichte gilt, Aufnahmen vom Straßenverkehr auf der Leeds Bridge (Traffic Crossing Leeds Bridge) und eine Aufnahme, bei der sein Sohn Adolphe Akkordeon spielt (Accordion Player). Von den ersten beiden Filmen existieren heute noch fotografische Kopien im Londoner Science Museum. Im selben Jahr erlangte er die US-amerikanische Staatsbürgerschaft.
1890 plante Le Prince seine Rückkehr nach New York, um dort seine Kamera und seine Filme zu präsentieren. Am 12. September 1890 wollte er von Bourges nach Dijon reisen, um dort seinen Bruder zu besuchen. Laut diesem soll Le Prince am 16. einen Zug nach Paris bestiegen haben, um mit Freunden aus England zusammenzutreffen. Er kam aber nie in Paris an und blieb trotz intensiver Suche seiner Familie und der Polizei spurlos verschwunden. Am 16. September 1897 wurde Louis Le Prince offiziell für tot erklärt. Was genau vor sich ging, ist bis heute ungeklärt. Im September 1890 wurde ein Toter aus der Seine geborgen, dessen Gesichtszüge denen von Le Prince ähneln sollen. Da Thomas Edison kurz nach seinem Verschwinden seine erste öffentliche Filmvorführung ankündigte, verdächtigte ihn seine Ehefrau Lizzie Le Prince, für das Verschwinden ihres Mannes gesorgt zu haben.
Die University of Leeds benannte ihr Zentrum für Film, Fotografie und Fernsehen nach Louis Le Prince.

## Künstlerische Verarbeitung
Louis Le Prince und seine Arbeit als Filmpionier werden in dem Film Corsage fiktionalisiert. Darin begegnet er, gespielt von Finnegan Oldfield, Kaiserin Elisabeth von Österreich und dreht auch einen Film von ihr.
In "Licht und Schatten", dem 6. Teil der Hörspielserie "Irene Adler - Sonderermittlerin der Krone" (Maritim, 2020) untersucht die fiktive Titelheldin die Entführung von Le Prince (gesprochen von Tobias Lelle) aus dem Zug nach Paris.